# Новостройка (Ишимбай)
Новостройка — микрорайон города Ишимбая, расположенный в его северной части, на левом берегу реки Тайрук. Граничит с микрорайоном Кусяпкулово, находящимся на противоположном берегу Тайрука.

## История
В 1959 году в микрорайоне открылся первый в городе кинотеатр «Спутник».
В 2011 году решением Ишимбайского горсовета на территории микрорайона определены границы для осуществления территориального общественного самоуправления.

## Улицы
- 7 Ноября
- Матросова
- Социалистическая
- Революционная
- Горького
- Цюрупы
- Шаймуратова
- Чапаева
- Транспортная
- Свободы
- Лизы Чайкиной
- Маяковского
- Красноармейская

## Учреждения здравоохранения
- Психоневрологический диспансер

## Транспорт
- Городские автобусные маршруты № 6, 8, 9, 10.